# Altitude Sports
Pour les articles homonymes, voir Altitude (homonymie).
Altitude Sports est une entreprise de commerce électronique de vêtements de plein air qui vend et fabrique une large gamme de vêtements d'extérieur, d'équipements de plein air et de vêtements urbains, en mettant l'accent sur le voyage, la randonnée et le camping,,,. L'entreprise a été fondée en 1984 et son siège social est situé à Montréal, au Canada.

## Historique
Le premier magasin du détaillant a ouvert ses portes sur la rue Saint-Denis à Montréal en 1984,. L'entreprise était connue sous le nom d'Altitude Sports Plein Air et vendait et louait de l'équipement et des vêtements pour les activités de plein air. Le site Web Altitude-sports.com a été créé en 1999 et a été l'un des premiers sites de vente au détail de produits de plein air au Canada. La dernière chasse, un site de vente au détail jumeau, a ouvert en 2010. En 2011, l'entreprise a été rachetée par Alexandre Guimond et Maxime Dubois, employés qui sont devenus propriétaires majoritaires après le rachat,. En 2016, Altitude Sports s'est associé à Quartz Co. et Monark pour concevoir et produire les premières parkas au monde isolés avec de l'asclépiade.
En 2016, les revenus des magasins de détail en briques et mortier ne représentaient que 2 % des ventes totales de l'entreprise, la majeure partie de l'activité étant générée en ligne. Le magasin de la rue Saint-Denis a fermé en 2016, ce qui a marqué le passage à un détaillant 100 % en ligne. Au début de 2018, BDC Capital est devenu un actionnaire minoritaire d'Altitude Sports. À l'automne 2019, avec des articles de 430 marques disponibles, l'entreprise s'est développée en créant une place de marché en ligne,,,. En septembre 2019, Altitude Sports a lancé Vallier, sa première collection de prêt-à-porter, qui comprenait des manteaux, des t-shirts, des chaussettes, des pulls. Selon plusieurs sources, la collection est en grande partie fabriquée à partir de matériaux durables tels que le coton biologique et la laine japonaise.

## Collection
- Vallier (2019)[13],[14],[6]